# Мухамад Нагиб
Мухамад Нагиб (арап. محمد نجيب; Картум, 20. фебруара 1901 — Каиро, 29. августа 1984), египатски генерал, политичар, и државник, вршилац дужности првог председника Републике Египат.
Родио се у муслиманској породици као најстарији од деветеро деце оца Египћанина (Јусуф Нагиб) и мајке, суданске Египћанке (Захра Ахмед). Место рођења је главни град Судана, Картум. Потиче из дуге лозе војних официра, а отац му је служио у египатској војсци стационираној у Судану који је тада био доминион Краљевства Египат. Отац није хтио да Мухамад буде војник јер би онда био само марионета у рукама британске колонијалне власти. Због тога је Мухаммад учио је да постане преводилац, дипломирао је право, а имао је магистерије из политологије и цивилног права. Докторат није никад завршио, јер му је кренула војна каријера.
Војник је постао у инат оцу. Отац му је умро кад је имао само 15 година, а породица се тада преселила у Каиро, но Мухамад и његов млађи брат Али остали су да заврше студије. Иначе као младићу, пријатељи у игри су му били нојеви и мајмуни. Кућа му је била украшена разним трофејима као што су слонове кљове, сагови од тигрове коже, главе носорога и газела на зиду. Но, највише се волео играти војницима. Саградивши тврђаву за игру у дворишту, сатима је освајао сваки педаљ територија са својим војницима. Женио се два пута, но није имао деце. Из војске је неколико пута желио иступити, но оставке су му одбијане. Створио је име и харизму. Коначно је постао генерал-пуковник те се прикључио ономе што је познато као Покрет слободних официра. Остали чланови покрета су били млади официри, по годинама и чину, сви испод 35. године, а вукли су порекло из сељачких и породица ниже средње класе. Нагиб је знао говорити енглески, француски, италијански и немачки језик. Наредио је да се на војним академијама учи хебрејски јер је сматрао да су Египћани изгубили рат против Израела 1948. године не могавши разбити шифре. Група слободних официра које предводи млади пуковник Гамал Абдел Насер извела је пуч 23. јула 1952. године и свргнула краља Фарука I. Нови краљ требало је да буде његов шестомесечни син Фуад II. Наравно, створено је Веће револуционарне команде. Они су хтели поставити цивилног регента и Владу. Након што је Фарук I. свргнут и протеран из земље, Нагиб је постао председник, премијер и председник ВРК-а. Иако би неко могао помислити да је имао пуно власти, он је заправо био марионета јер је за сваку важну одлуку морао добити већину гласова чланова Већа.
Након борбе за власт, Насер је постао нови председник. Нагиб је изолован у вили, а ослобођен је тек 1982. године кад је на власт дошао Хосни Мубарак. Умро је две године после у Каиру. Кад би се нашао у опасности, увек би рано ујутро пола сата проучавао Куран.